# Trachtengeschäft Wallach

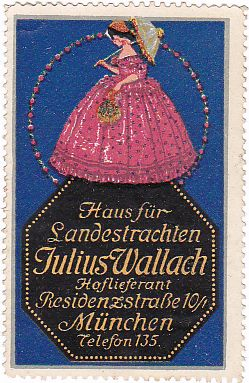
Reklamemarke Julius Wallachs aus der Zeit vor 1920

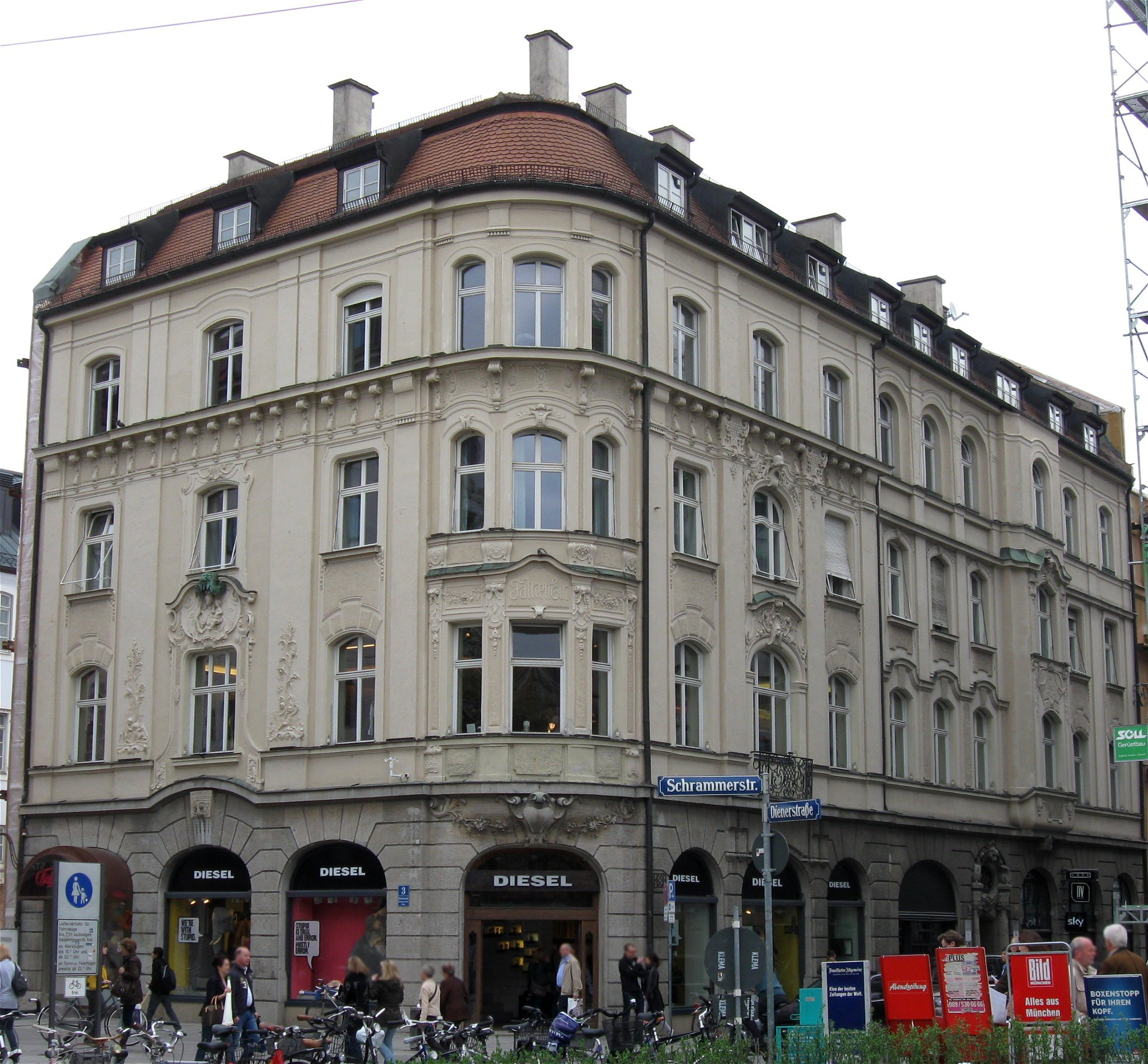
Das Geschäftshaus Ecke Residenzstraße und Hofgraben

Das Trachtengeschäft Wallach (Julius Wallach, Haus für Landestrachten, ab 1926 Haus für Volkskunst und Tracht Wallach) war ein früher in München sehr bedeutsames Trachtengeschäft der Brüder Julius und Moritz Wallach, das sich lange Jahre in der Residenzstraße 3 befand.

## Geschichte
Das ehemalige Volkstrachtengeschäft wurde im Jahr 1900 durch Julius Wallach (1874–1965) in der Lindwurmstraße 11 in München gegründet. Wallach stammte aus einer jüdischen Kaufmannsfamilie aus Bielefeld und zog als begeisterter Bergsteiger und Trachtler nach München. Seine Brüder Moritz (1879–1963) und Max (1875–1944) folgten ihm bald und unterstützten das Unternehmen, das rasch expandierte und auch den bayerischen Hof, Künstlerinnen und Künstler sowie Intellektuelle mit Volkstrachten belieferte. 1910 siedelte das Geschäft in größere Räume in das Eckhaus Residenzstraße/Perusastraße um.

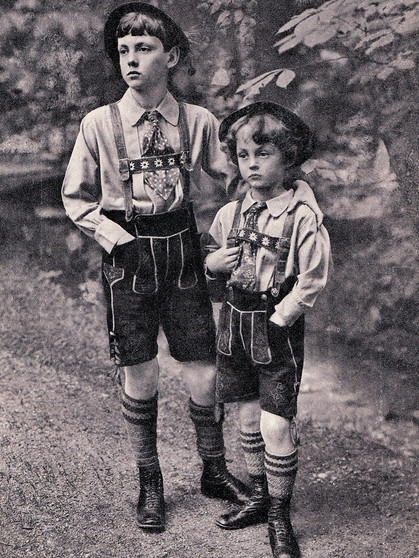
Prinz Luitpold und Prinz Albrecht von Bayern in Tracht (1910)

Zum 100-jährigen Jubiläum des Oktoberfestes im Jahr 1910 kostümierten die Wallachs unentgeltlich den historischen Landestrachtenzug. Geehrt wurde Julius Wallach dafür mit dem Titel „Königlicher bayerischer Hoflieferant“. Das Dirndlkleid, kurz vor 1900 als ursprünglich rein städtisches Modephänomen entstanden, wurde zum Massenphänomen nicht nur bei der Sommerfrische städtischer Eliten. Die Wallachs waren Mitglieder des Werkbunds Wien und des Deutschen Werkbunds in München und beschäftigten so viele Kunsthandwerker. Sie ließen Stoffe und Webstoffe in eigener Produktion färben und weben und entwickelten so einen eigenen, wallachschen Stil. Blaudrucke und Hand-Mehrfarbdrucke der Firma Wallach sind bis heute bei der Firma Fromholzer in Ruhmannsfelden erhältlich, mit der Wallach lange eine Geschäftsbeziehung hatte.
1919 erwarben Moritz und Julius das ehemalige Palais in der Ludwigstraße 7 (alte Zählung, heute Ludwigstraße 6) und ließen es zum „Volkskunst-Haus“ umbauen. Sie wollten die umfangreiche auf Reisen erworbene Volkskunstsammlung mit Keramik-, Glas-, Metall- und Holzarbeiten, Sandsteinplastiken, Möbeln und Textilien präsentieren sowie ihre neuesten Waren ausstellen. Der Baedeker empfahl den Besuch des musealen Handelshauses als neue Touristenattraktion. Der neue Verkaufszweig der Innenausstattung der Brüder Wallach erwies sich als äußerst lukrativ, jedoch machte sich die wirtschaftliche Rezession der 1920er-Jahre bemerkbar; 1926 wurde das Palais samt dem Großteil der Volkskunstsammlung versteigert. Julius Wallach zog sich mit seiner Familie an den Bodensee zurück und betrieb dort ein kleines Volkskunstgeschäft. Moritz Wallach errichtete im Eckgebäude Residenzstraße 3/Hofgrabenstraße sein neues „Haus für Volkskunst und Landestrachten“.
Am weiteren Durchbruch des Dirndls waren die Wallachs ebenfalls wieder beteiligt. Sie schneiderten 1930 die Bühnenkostüme für die Operette Im weißen Rößl, die ausgerechnet in Berlin zum großen Erfolg wurde und in der Folge das Dirndl europaweit zum modischen Renner machte. Die Dirndl der Wallachs orientierten sich dabei mehr an historischen Originalen als an den Modellen von Gertrud Pesendorfer. Die „Reichsbeauftragte für Trachtenarbeit“ während der NS-Zeit entwarf eine von ihr im nationalsozialistischen Sinne „erneuerte Tracht“. Juden wie den Wallachs wurde dagegen die Nutzung von Volkskultur verboten, „obwohl diese sie zum Teil besser dokumentierten als alle Volkskundler damals und nachher“.

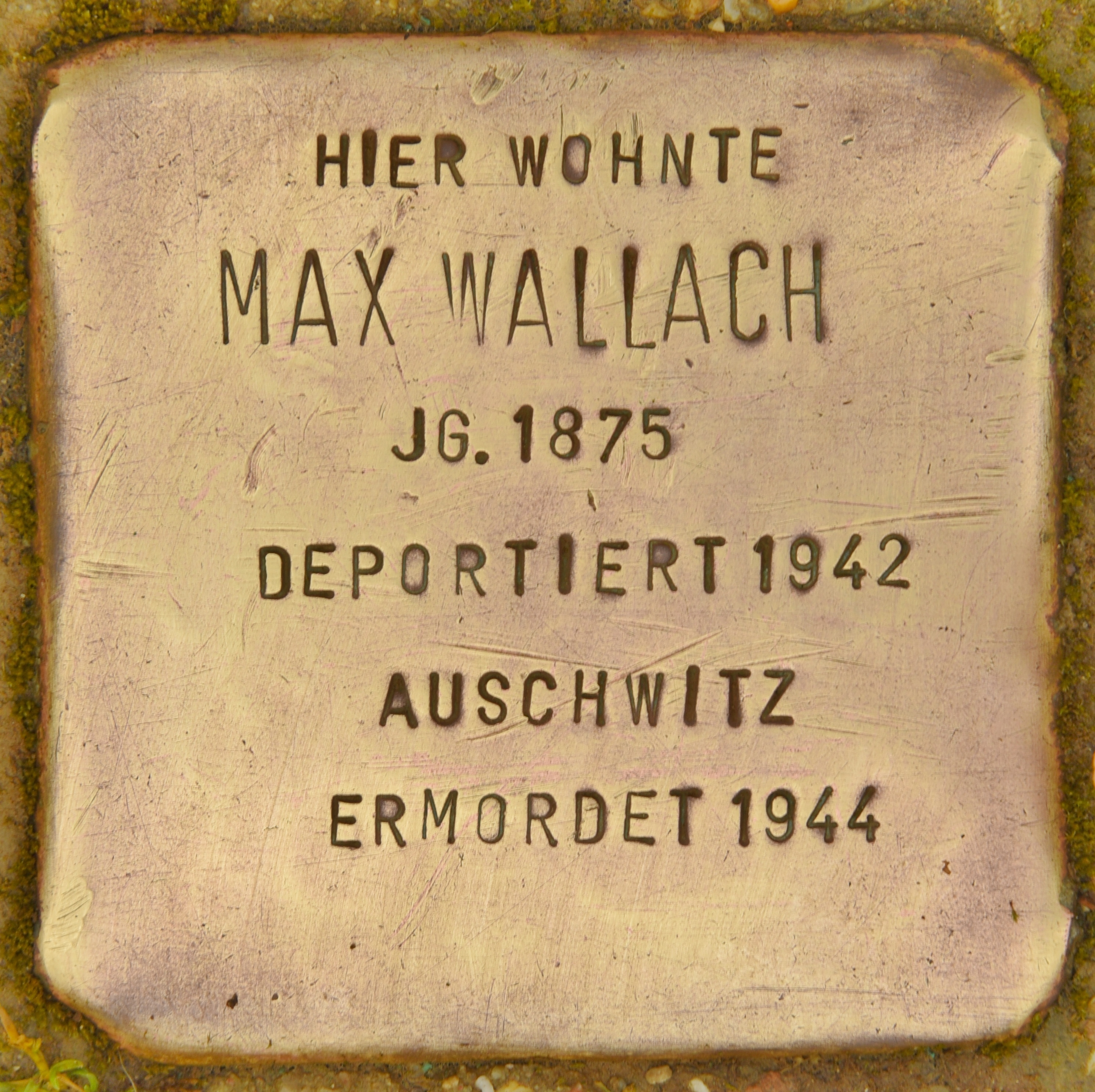
Stolperstein für Max Wallach in Dachau

1938 wurde das bekannte Geschäft der Wallachs zwangsweise „arisiert“. Die Nazis zwangen die Familie Wallach dazu, ihren Laden zu einem Spottpreis an den Parteigenossen und Kunsthändler Otto Witte zu verkaufen. Julius und Moritz Wallach und ihren Ehefrauen gelang die Emigration in die Vereinigten Staaten. Der dritte Bruder Max Wallach war der technische Leiter der in den 1920er Jahren in Dachau gegründeten Wallach-Werke, die Stoffe und bayerische Trachten für das Trachtengeschäft seiner Brüder produzierten. Er und seine Frau Melly konnten nicht mehr ausreisen. Sie wurden enteignet und am 11. November 1938 aus der Stadt vertrieben. Bis etwa 1940 lebten sie bei Verwandten in Paderborn. Sie wurden von den Nationalsozialisten in das KZ Theresienstadt deportiert und 1943 oder 1944 im KZ Auschwitz ermordet. Ebenso ermordet wurde Emma Wallach, die erste Ehefrau Julius Wallachs, von der er 1928 geschieden worden war.
In der Nachkriegszeit erhielten die überlebenden Brüder Wallach ihr Geschäft im Jahr 1949 wieder zurück. Max Sedlmayer führte das Geschäft für die Wallachs weiter. Moritz Wallach starb im April 1963 in Lime Rock, Connecticut; sein Bruder Julius 1965 in Neubeuern am Inn, wo er sich 1962 niedergelassen hatte. Die Trachtenmanufaktur der Familie Wallach in der Dachauer Oskar-von-Miller-Straße schloss 1984 ihre Pforten. Das Haus für Volkskunst und Tracht Wallach ging 1996 in der Firma Loden-Frey auf und schloss 2004 endgültig.
Nach der Schließung findet sich in den Geschäftsräumen das Modelabel Diesel mit seinem Flagship Store. Eine Ausstellung des Jüdischen Museums München vom 27. Juni bis 30. Dezember 2007 erinnerte an „die Volkskunst der Brüder Wallach“. 2020 kam es zu einer gerichtlichen Auseinandersetzung um eine an die Wallachs erinnernde handgeschnitzte historische Tür, die trotz Denkmalschutz entfernt worden war. 
Mit der historischen Eingangstüre des Geschäfts wurden auch die üppig mit Sonnenblumen und Trachtenmotiven geschmückten handgeschnitzten Fensterrahmen aus Eichenholz vernichtet. 
In den letzten Jahren versuchen Nachkommen, die Erinnerung an das Trachtengeschäft Wallach in München wach zu halten.